# Präsidentschaftswahl in Venezuela 2013
Die Präsidentschaftswahl in Venezuela 2013 wurde notwendig, weil der amtierende Präsident Hugo Chávez am 5. März 2013 starb. Die Wahl fand am 14. April statt.
Nicolás Maduro gewann die Wahl nach Angaben der Wahlbehörde mit 50,66 Prozent der Stimmen gegen Henrique Capriles, der 49,06 % erhalten habe.

## Hintergrund
Am 7. Oktober 2012 hatte in Venezuela eine turnusmäßige Präsidentschaftswahl stattgefunden, die Präsident Chávez deutlich gegen den Einheitskandidaten der Opposition Henrique Capriles gewann. Chávez war an Krebs erkrankt und hatte sich seit 2011 mehreren Operationen und Nachbehandlungen in Kuba unterzogen. Im Wahlkampf erklärte sich Chávez als vollkommen geheilt. Im Dezember 2012 musste sich Chávez erneut nach Kuba begeben und sich einer weiteren Krebsoperation unterziehen. Zuvor ernannte er Nicolás Maduro als seinen Vizepräsidenten und Wunschnachfolger. Nachdem Chávez am 10. Januar 2013 nicht turnus- und verfassungsgemäß zu seiner Vereidigung für die neue Amtszeit erscheinen konnte, forderte die Opposition sofortige Neuwahlen innerhalb von 30 Tagen, wie es die Verfassung bei Amtsunfähigkeit des Präsidenten vorsehe. Venezuelas Oberster Gerichtshof, mehrheitlich mit Chávez-freundlichen Richtern besetzt, urteilte jedoch, dass der Präsident noch im Amt sei und der Amtseid demnach nur eine Formsache sei, die auch irgendwann in der Zukunft stattfinden könne.
Nach Chavez' Tod am 5. März wurde innerhalb von 30 Tagen eine außerordentliche Neuwahl fällig. Da dieser Termin auf das Osterwochenende fiel, wo zahlreiche Venezolaner auf Reisen sind, legte die Regierung den Wahltermin auf den 14. April, womit sich auch die Opposition einverstanden erklärte.

## Kandidaten
Nicolás Maduro von der PSUV, der auch von der Kommunistischen Partei unterstützt wird, galt bereits vor der Wahl als Favorit. Aussichtsreichster Gegenkandidat ist Henrique Capriles von der Primero Justicia, der vom Oppositionsbündnis Mesa de la Unidad Democrática nominiert wurde. Capriles war bereits Kandidat bei den letzten Wahlen. Weitere Kandidaten sind Reina Sequera von der Arbeiterpartei, María Bolívar von der Vereinigten Demokratischen Partei für Frieden und Freiheit, Eusebio Méndez von der 'Neue Vision für mein Land', Fredy Tabarquino von der 'Organisierten Jugend für Venezuela' und Julio Mora von der 'Demokratischen Einheitspartei'.

## Wahlkampf
Der öffentlich wahrnehmbare Wahlkampf beschränkte sich auf die beiden Favoriten, den Interimspräsidenten und Wunschnachfolger von Vorgänger Chávez, Nicolás Maduro, und den Herausforderer von Hugo Chávez bei den vorangegangenen regulären Präsidentschaftswahlen.
Maduro, dem Beobachter mangelndes Charisma nachsagen, versuchte vor allem die Kontinuität mit dem bei den ärmeren Bevölkerungsschichten äußerst beliebten Vorgänger hervorzuheben. Chávez wurde in den Staatsmedien als Heiliger verehrt und sein Geist sei Maduro später in Form eines kleinen Vogels erschienen. Gleichzeitig war der Wahlkampf seitens der Chavistas von zahlreichen Verschwörungstheorien gekennzeichnet. Kurz nach Chávez’ Tod wurden zwei US-amerikanische Militärattachés wegen angeblicher Spionage ausgewiesen. Der ehemalige Chávez-Freund und Berater Heinz Dieterich bezeichnete dies als „Wahlkampfgeplänkel“. Später wurde behauptet, die USA würden ein Mordkomplott gegen Herausforderer Capriles schmieden, das man dann den Chavistas in die Schuhe schieben wolle. Später war es dann Maduro selbst, den „ausländische Söldner“ angeblich ermorden wollten. Weiterhin seien Anschläge auf Venezuelas Stromnetz geplant, um Stromausfälle zu provozieren und das Land lahmzulegen. Die Opposition wurde in die Nähe von Nazis gerückt.
Herausforderer Capriles versuchte dagegen mit Sachthemen zu argumentieren. Unter anderem machte er auf die desolate wirtschaftliche Situation Venezuelas aufmerksam, die weiter gestiegene Abhängigkeit von den Ölexporten und versprach die teuren Subventionen für andere Länder, wie Kuba, mittelfristig abschaffen zu wollen.
Die Zeitung Die Zeit vertritt die Ansicht, dass die Opposition und die Medien erheblich eingeschüchtert und behindert worden seien.

## Ergebnis

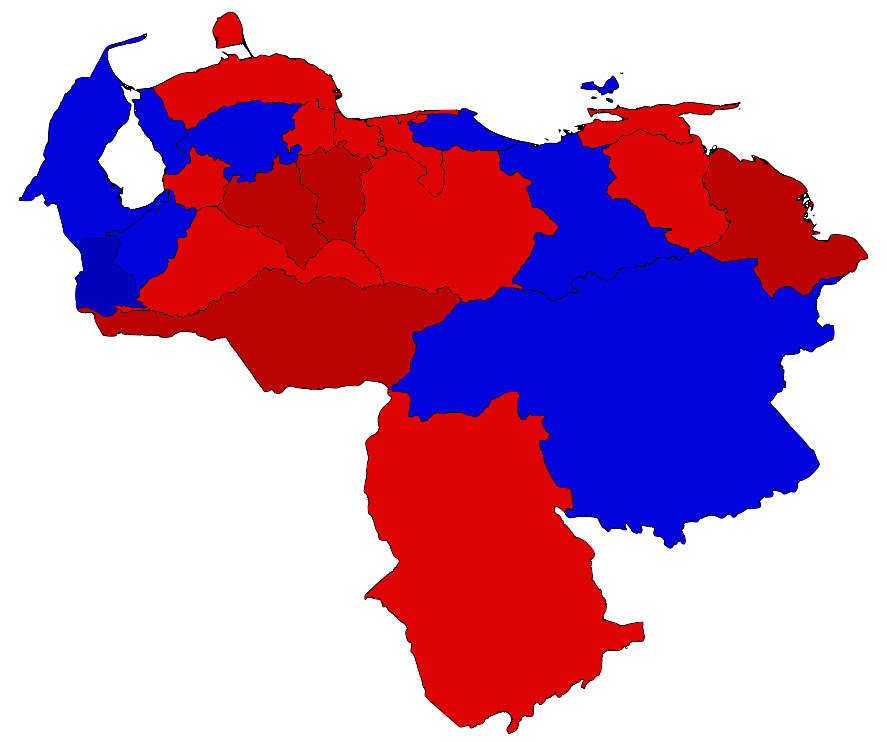
Mehrheiten nach Bundesstaaten:

- Wahllokale: 99,95 % 39.358 / 39.376

| Kandidaten                                   | Kandidaten            | Stimmen    | %    | Listen                                             | Stimmen    | %    |
| -------------------------------------------- | --------------------- | ---------- | ---- | -------------------------------------------------- | ---------- | ---- |
|                                              | Nicolás Madurogewählt | 7.587.579  | 50,6 | Partido Socialista Unido de Venezuela              | 6.193.662  | 41,3 |
| Partido Comunista de Venezuela               | Nicolás Madurogewählt | 7.587.579  | 50,6 | 283.678                                            | 1,9        |      |
| Movimiento Tupamaro de Venezuela             | Nicolás Madurogewählt | 7.587.579  | 50,6 | 247.648                                            | 1,7        |      |
| Por la Democracia Social                     | Nicolás Madurogewählt | 7.587.579  | 50,6 | 210.478                                            | 1,4        |      |
| Patria Para Todos                            | Nicolás Madurogewählt | 7.587.579  | 50,6 | 117.486                                            | 0,8        |      |
| Nuevo Camino Revolucionario                  | Nicolás Madurogewählt | 7.587.579  | 50,6 | 104.779                                            | 0,7        |      |
| Redes de Respuesta de Cambios Comunitarios   | Nicolás Madurogewählt | 7.587.579  | 50,6 | 94.285                                             | 0,6        |      |
| Movimiento Electoral del Pueblo              | Nicolás Madurogewählt | 7.587.579  | 50,6 | 93.189                                             | 0,6        |      |
| Unidad Popular Venezolana                    | Nicolás Madurogewählt | 7.587.579  | 50,6 | 89.990                                             | 0,6        |      |
| Organización Renovadora Auténtica            | Nicolás Madurogewählt | 7.587.579  | 50,6 | 46.280                                             | 0,3        |      |
| Corrientes Revolucionarias Venezolanas       | Nicolás Madurogewählt | 7.587.579  | 50,6 | 36.140                                             | 0,2        |      |
| Independientes por la Comunidad Nacional     | Nicolás Madurogewählt | 7.587.579  | 50,6 | 25.057                                             | 0,2        |      |
| Partido Revolucionario del Trabajo           | Nicolás Madurogewählt | 7.587.579  | 50,6 | 22.524                                             | 0,2        |      |
| Juventud Unidad en Acción Nacional con Bimba | Nicolás Madurogewählt | 7.587.579  | 50,6 | 22.329                                             | 0,1        |      |
| Keine Partei («Varias tarjetas válidas»)     | Nicolás Madurogewählt | 7.587.579  | 50,6 | 54                                                 | 0,0        |      |
|                                              | Henrique Capriles     | 7.363.980  | 49,1 | Mesa de la Unidad Democrática                      | 7.363.980  | 49,1 |
|                                              | Eusebio Mendez        | 19.498     | 0,1  | Nueva Visión para mi País                          | 19.498     | 0,1  |
|                                              | María Bolívar         | 13.309     | 0,1  | Partido Democrático Unido por la Paz y la Libertad | 13.309     | 0,1  |
|                                              | Reina Sequera         | 4.241      | 0,0  | Poder Laboral                                      | 4.241      | 0,0  |
|                                              | Julio Mora            | 1.936      | 0,0  | Unidad Democrática                                 | 1.936      | 0,0  |
| Gesamt                                       | Gesamt                | 14.990.543 | 100  |                                                    | 14.990.543 | 100  |
|                                              |                       |            |      |                                                    |            |      |
| Ungültige Stimmen                            | Ungültige Stimmen     | 69.087     | –    |                                                    |            |      |
| Wähler                                       | Wähler                | 15.059.630 | 79,7 |                                                    |            |      |
| Wahlberechtigte                              | Wahlberechtigte       | 18.904.364 |      |                                                    |            |      |
|                                              |                       |            |      |                                                    |            |      |
| Quelle: Consejo Nacional Electoral           |                       |            |      |                                                    |            |      |

## Nachwirkungen
Das offizielle Ergebnis wurde vom überraschend knappen Wahlverlierer Henrique Capriles nicht anerkannt. Nur wenige internationale Wahlbeobachter waren zugelassen gewesen. Während der Wahl seien zahlreiche Unregelmäßigkeiten aufgetreten, die aufgrund des knappen Abstands zwischen Maduro und Capriles durchaus hätten Einfluss darauf haben können, wer am Ende die Wahlen gewonnen hätte und zukünftiger Präsident Venezuelas würde. Capriles forderte eine Neuauszählung der Stimmen. So habe es Verletzungen des Wahlgeheimnisses gegeben, indem die Stimmabgabe unter Beobachtung stattfand, es sei zudem zu Doppelabstimmungen und zu Wahlbeeinflussung gekommen.
In den Tagen nach der Wahl kam es zu zahlreichen Demonstrationen. Nach Version der Regierung seien dabei neun ihrer Anhänger ums Leben gekommen. Über die Zahl der Opfer seitens der Anhänger der Opposition lagen keine Angaben vor. Außerdem sollen laut Behauptung der amtierenden Regierung Gesundheitszentren, in denen kubanische Ärzte arbeiteten, angegriffen und abgebrannt worden sein. Beweise fanden sich dafür nicht. Die genannten Gesundheitszentren befinden sich gemäß Berichten von Journalisten und Nichtregierungsorganisationen in einwandfreiem Zustand und auch der kubanische Vizeminister für Gesundheit betonte, dass kein Kubaner während der Demonstrationen zu Schaden gekommen sei und sie ihrer normalen Arbeit nachgingen.
Obwohl Wahlsieger Maduro zunächst einer Neuauszählung der Stimmen zugestimmt hatte, war weder klar, ob es zu der geforderten Neuauszählung der Stimmen komme, noch wie sie konkret durchgeführt werden sollte. Parlamentspräsident Diosdado Cabello lehnte eine Neuauszählung der Stimmen ab. Gleichzeitig entzog er oppositionellen Abgeordneten, welche nicht bereit waren, Maduro als Präsident anzuerkennen, das Rederecht im Parlament. Außerdem wollte er den entsprechenden Abgeordneten bis zur Anerkennung der Präsidentschaft Maduros keine Diäten zahlen. Die Präsidentin des Wahlrats, Tibisay Lucena, stimmte kurz danach einer Überprüfung des Wahlausgangs zu, während deren Stellvertreterin wenige Tage darauf meinte, es könne keine Überprüfung der Stimmen geben, die am Ergebnis der Wahl etwas ändern würde.
Später wurde Capriles beschuldigt, er wäre für die gewalttätigen Ausschreitungen nach der Wahl verantwortlich, er hätte zum Sturz der Regierung aufgerufen. Die Ministerin für Strafvollzug erklärte, sie hätte schon eine Zelle für ihn vorbereitet. Das Parlament setzte einen ausschließlich mit Chavistas besetzten Untersuchungsausschuss ein.
Am 25. April wurde der US-Amerikaner Timothy Tracy, der in Venezuela Dokumentarfilme über den Konflikt gedreht hatte, am Flughafen Caracas festgenommen. Er wurde beschuldigt, gewalttätige Gruppen in Venezuela finanziert und geschürt zu haben und geheimdienstliche Agententätigkeit für ausländische NGOs getätigt zu haben.
Klagen Capriles' mit dem Ziel der Annullierung der Wahl wies der von Chavistas dominierte Oberste Gerichtshof erwartungsgemäß als „unzulässig“ zurück. Zugleich wurde dem Oppositionsführer eine Geldstrafe von umgerechnet rund 1300 Euro wegen „'aggressiver und respektloser Behauptungen', die das Vertrauen in die Institutionen des Landes untergrüben“, auferlegt. Außerdem forderte das Gericht die Staatsanwaltschaft auf, gegen Capriles ein Ermittlungsverfahren zu eröffnen. Capriles' Stabschef Óscar López wurde am Tag des Urteilsspruchs verhaftet und seine Wohnung durchsucht.
Das Carter Center lobte in einem vorläufigen Report das nahezu fälschungssichere Wahlsystem mit den elektronischen Wahlmaschinen. Am Umfeld der Wahlen wurde jedoch Kritik geäußert. So sei nicht sichergestellt gewesen, dass jeder Wahlberechtigte sein Wahlrecht ausüben könne und dass jeder nur einmalig abstimmen kann. Außerdem seien die Verhältnisse im Wahlkampf aus finanzieller Sicht und hinsichtlich des Zugriffs auf die Massenmedien unfair gewesen. Gerade aufgrund der geringen Differenz im Wahlergebnis sei es wichtig, diese Dinge zu beachten.